# Go! Go! Heaven
「Go! Go! Heaven」（ゴー!・ゴー!・ヘヴン）は、日本の女性歌手グループSPEEDの3枚目のシングル。

## 解説
- グループ初のオリコンシングルチャート1位を獲得した作品。出荷ベースでミリオンセラーを達成した。
- 累計売上は100万枚（公称）[1]。オリコン集計での累計売上は66.5万枚。

## 収録曲
全曲 作詞・作曲：伊秩弘将、編曲：水島康貴
1. Go! Go! Heaven
PVはニューヨークとマイアミで撮影。監督は鶴岡雅浩。
B'zの松本孝弘がこの曲を好んでおり、気づいたら曲作りの際に口ずさんでいたり、ついには1997年のSHOWCASE（シークレットライブ）のタイトルに引用したほどである。
なお、2ヶ月後に発売されたファーストアルバム「Starting Over」に収録されたアルバムバージョンはフェードアウトの箇所が異なり、更に続きの部分が収録されている。
2. 「おやすみ……」
3. Go! Go! Heaven (Instrumental)
4. 「おやすみ……」 (Instrumental)

## 収録アルバム
- Starting Over (#1、アルバム・バージョン)
- MOMENT (#1)
- SPEED THE MEMORIAL BEST 1335days Dear Friends 1 (#1,2、#2はリミックス・バージョン)
- SPEED 25th Anniversary TRIBUTE ALBUM “SPEED SPIRITS” (#1) - 高城れに（ももいろクローバーZ）がカバー